# Sophie Noël
Sophie Noël, née le 30 mars 1961 à Paris (France), est une romancière française.

## Biographie
Sophie Noël, née le 30 mars 1961 à Paris, obtient un baccalauréat série D (mathématiques et sciences naturelles) en  1979, puis intègre l'école normale de Chartres dont elle ressort diplômée en 1983 et exerce le métier d'enseignante, notamment en tant que professeur des écoles,.
Auteur jeunesse, conteuse, Sophie Noël publie de la littérature d'enfance et de jeunesse en 2013. À partir de 2016, elle se lance également dans la littérature pour adultes.

## Œuvres

### Littérature jeunesse
- Le Mystère de la Grotte au Diable, tome 1 de la série Mahaut du Fargis, éditions Les 2 Encres, 2013  (ISBN 2351685482)
- Le bal des sorcières (recueil collectif), PGcom éditions, 2014  (ISBN 978-2-917822-19-7)
- L’armée des rats, tome 2 de la série Mahaut du Fargis, éditions Les 2 Encres, 2015  (ISBN 2351687000)
- L’enfant du séisme, éditions Oskar (prix jeunesse du salon des écrivains de Rambouillet[4]), 2015  (ISBN 1021403202)
- Ma petite sœur du séisme, album, Les Pétroleuses éditions, 2015  (ISBN 2370360100)
- La saveur des bananes frites, Magnard Jeunesse, 2017  (ISBN 2210963672)
- Le projet ours blanc, Vert pomme édition, 2018  (ISBN 979-1091893251)
- Le serment des Sentinelles, tome 1 de la série Jeanne de Mortepaille, Gulf Stream éditeur, 2018  (ISBN 2354886225)
- La justicière du CM2, Samir éditeur, 2018  (ISBN 6144431780)
- Les passeurs de savoirs, tome 2 de la série Jeanne de Mortepaille, Gulf Stream éditeur, 2018  (ISBN 2354886233)
- Les pointes noires, Magnard Jeunesse, 2018  (ISBN 2210965225)
- La Prophétie de L'enfant-Source, tome 3 de la série Jeanne de Mortepaille, Gulf Stream éditeur, avril 2019  (ISBN 2354886810)
- Les Pointes noires à l'Opéra, tome 2 de la série Les Pointes noires, Magnard Jeunesse, 2020  (ISBN 9782210968547)
- Myriam et le thé du juste moment , Scrinéo , 2023  (ISBN 9782381671703)

### Littérature adulte
- Pulpeuse Fiction, roman, City éditions, 2016  (ISBN 2824608250)
- Demain je me lève de bonheur, roman, City éditions, 2018  (ISBN 2824611006)

### Poésie, contes et nouvelles
- Mahaut du Fargis, in recueil Contes et légendes des Yvelines, Grrr...Art éditions
- Ce que l'enfant fut, poème, in recueil Europoésie 2011
- Choléra, poème, in recueil Europoésie 2011
- Le cadeau de May, dans le magazine J'aime lire Max, Bayard jeunesse, 2018

## Distinctions
En 2018, Sophie Noël reçoit cinq prix pour La saveur des bananes frites :
- Prix Les Incorruptibles 2018-2019[5],
- Prix de La Saussaye[6],
- Prix Ravinala de Madagascar[7],[8],
- Prix Littérado des collégiens de la métropole de Strasbourg[9],
- Prix Jeunes Critiques Libanais.